# Richard Hol
Richard Hol, né à Amsterdam le 23 juillet 1825 et décédé à La Haye le 14 mai 1904, ce fils unique de riches citoyens était un chef d'orchestre, compositeur, pédagogue et pianiste néerlandais.

## Biographie
Très jeune, il reçut des leçons d'orgue de J.M. Martens, l'organiste de la Zuiderkerk.  Son maître crut qu'il était en mesure d'assurer les services dès l'âge de huit ans.  À l'âge de douze ans, Hol composa une valse pour piano.  L'accomplissement de l'éducation musicale du fils de Cornelis Hol, marchand de lait, et de Bregje Nagel se fit à l'École royale de musique d'Amsterdam.  Bien que leur souhait le plus cher pour lui était de le voir devenir ministre, ses parents acceptèrent son choix d'étudier à une école de musique où son professeur sera, en 1837, Jan George Bertelmans, également directeur de cet institut.  Ici, Hol remporta de nombreux prix et, en 1844, son nom figure sur la liste des lauréats des concours de pianoforte et de composition. Peu de temps après, il quitta l'école et, par la suite, s'instruisit en autodidacte.
Professeur de musique et accompagnateur de virtuoses musicaux à partir de 1844, Hol fit un voyage d'art à travers les provinces, au printemps 1845, sur les traces d'un duo de virtuoses, les sœurs Milanollo.  Dans la même année, il visita la province du Rhin, cette fois-ci accompagné de la cantatrice madame Appy et de son frère Henry, un violoniste.  À partir de 1848, il fréquentait souvent la maison de la famille très musicale Van Waning Bolt, de qui la fille aînée, Jacoba, chanta les premières chansons de Hol ; plus tard, elle devint son épouse.  Sur les paroles de son ami Hermannus Gerardus Henricus Groenewegen (qui écrivait des poèmes sous le nom de plume de Frisius), Hol composa, en 1850, la chanson Ons Vaderland (Notre Patrie) ; chantée par le célèbre ténor Chavonnes Vrugt, cette chanson contribuera le plus à établir sa renommée.  De 1850 à 1852, Hol se produisit de nombreuses fois comme soliste à Amsterdam, mais il consacra la plupart de son temps à l'enseignement.  On lui attribuait des qualités très particulières de pédagogue.  Grâce à sa direction de l'association de chant pour chœur mixte Polyphonia (1854-1856), l'attention fut portée sur ses talents de chef d'orchestre.  En 1856, il entra dans le mariage ; deux ans plus tard sa femme et son enfant lui furent arrachés par la mort.  C'est aussi à partir de 1856, et jusqu'en 1871, qu'il exerça la fonction de directeur d'un chœur d'hommes, l’Amstel's Mannenkoor.
En 1857, Hol succéda à Johannes Bernardus van Bree, à la fois dans la fonction de directeur du collège de chant catholique romain Omnia ad maiorem Dei gloriam et de celle de directeur du département amstellodamois de la Société pour le développement musical, poste qu'il occupera jusqu'en 1862 faisant place au compositeur plus conservateur Johannes Verhulst.  Beaucoup de ses chansons animées pour chœur d'hommes datent de cette époque.
Quand Johann Hermann Kufferath, directeur des concerts de la ville d'Utrecht, donna sa démission en 1862, Hol fut appelé à lui succéder.  En 1864, Hol convola en secondes noces avec Amalie Reuter.  Bientôt, il devint directeur du département de musique et des concerts d'étudiants ainsi qu'organiste de la cathédrale.  En 1875, il fut nommé directeur de l’école de musique à Utrecht, où il comptera Johan Wagenaar et Willem Mengelberg parmi ses élèves.  À Utrecht, il sut porter la pratique de la musique à un très haut niveau. La plupart de ses compositions ont été créées à Utrecht, y compris la Vondelcantate (Cantate Vondel), le Vliegende Hollander (Le Hollandais volant), l'oratorio David, quatre symphonies et de nombreuses chansons.  Sur des livrets de Marie Boddaert, il écrivit les opéras Floris V (Florent V), créé en avril 1892, et Uit de Branding (De la vague déferlante), créé en 1894.
Ses activités de chef d'orchestre s'étendant déjà bien loin hors des limites de la ville d'Utrecht, il devint, en 1878, chef d'orchestre du chœur d'hommes Liedertafel Caecilia de La Haye, qu'il servit jusqu'en 1902.  L'année 1878 est aussi celle où il fut élu membre correspondant de l'Académie française.  En outre, il travailla, toujours à Utrecht, comme chef d'orchestre de la Société pour le développement musical et d'une association musicale d'Utrecht, le Collegium Musicum Ultrajectinum ; de surcroît, il fut nommé organiste de la cathédrale, où il jouait l'orgue Bätz.  Son élève Johan Wagenaar lui succéda à ce poste d'organiste, qu'il avait lui-même occupé de 1864 à 1887.
En 1887, il démissionna comme organiste de la cathédrale et comme directeur de l'école de musique ; la même année, il accepta la direction des concerts Diligentia à La Haye et à l'hiver 1891, après l'évincement de Johan Coenen, il reprit la direction des concerts de musique classique au Palais de l'Industrie d'Amsterdam.
Hol vécut à La Haye dès 1896.  Après la mort de sa seconde épouse, survenue en 1896, il se remarie, en 1897, avec Maria Theresia Koene avec qui il a une fille, la géographe Jacoba Hol.

## Notoriété

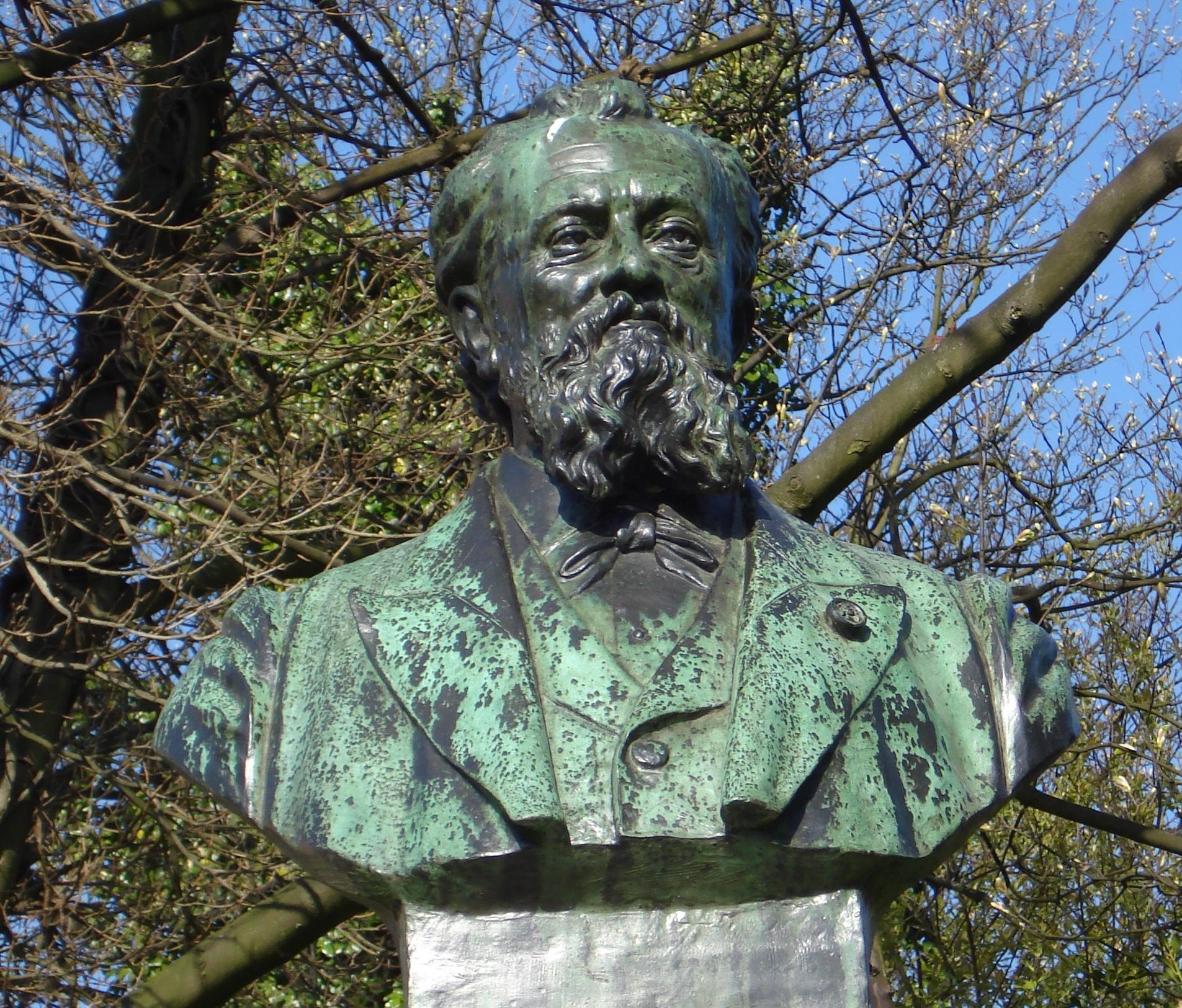
Portrait en buste de Richard Hol par Bart van Hove, du monument inauguré à La Haye en 1906.

Pendant ses études, il se révéla déjà un musicien progressiste, qui porta les sonates de Beethoven à l'attention de son professeur de piano.  Plus tard, il sera apprécié pour ses qualités pédagogiques exceptionnelles.  L'art de composition de Hol était purement néerlandais ; beaucoup de ses chansons pour enfants sont devenues de véritables hymnes.  Ne se sentant pas limité par une période ou un mouvement, Hol s'avéra un chef d'orchestre polyvalent.
Connu comme un homme sobre et aimable, Hol était l'une des figures les plus influentes de la vie musicale néerlandaise du XIXe siècle.  Membre de nombreux jurys et comités, il devint également le premier président de l'association néerlandaise de compositeurs,.  Il entretenait de nombreux contacts en Allemagne et introduisit aux Pays-Bas les œuvres de compositeurs du Neudeutsche Schule tels que Liszt et Wagner, mais aussi Brahms et ses contemporains néerlandais.  En outre, il écrivit des articles sur son art dans divers périodiques : Caecilia, le journal hebdomadaire de musique Weekblad voor Muziek, Het Orgel et De Muziekbode (dont il était le rédacteur en chef).  De ses conférences, certaines ont été imprimées. Beaucoup de ses compositions remportèrent des prix et plusieurs médailles lui furent décernées.
De son assez vaste production, peu est resté au répertoire.  La liste de ses œuvres comprend de nombreuses cantates, quatre symphonies, des poèmes symphoniques, des ballades, des messes, deux opéras, un oratorio, de la musique de chambre, ainsi que des morceaux pour piano, orgue et harmonium.
Hol est aussi le compositeur de deux célèbres chansons patriotiques.  De ces deux, Draaiersjongen, une chanson sur Michiel de Ruyter dont les paroles ont été écrites par Antoon Leonard de Rop en 1875, est plus connue sous le titre In een blauwgeruite kiel (Vêtu d'une blouse à carreaux bleus).  Sur des paroles de Pieter Louwerse, Hol écrivit, vers 1870, la musique de Mijn Nederland (Mes Pays-Bas), chanson mieux connue sous un autre nom : Waar de blanke top der duinen (Où les sommets blancs des dunes). Ces deux chansons ont trouvé leur place dans le répertoire caractéristique de la fête de la Reine.
À La Haye, le 2 octobre 1906, un monument commémoratif du compositeur fut inauguré à l'avenue du stathouder, la Stadhouderslaan, près de la maison sise au numéro 46.  Le monument se compose d'un buste en bronze par Bart van Hove sur un socle en pierre bleue d'environ trois mètres de hauteur.  Dans ce piédestal est taillée une figure féminine en bas-relief : une Muse jouant de la lyre.  Au cours de la Seconde Guerre mondiale, la statue disparut à cet endroit pour être transférée, plus tard, à un parc près du numéro 1 de la rue de la Grande-Duchesse, la Groot Hertoginnelaan.

## Liste non exhaustive d'œuvres[12]

### Symphonies
- no 1 en ut mineur (1863)[13]
- no 2 en ré mineur, op. 44 (1866, publié en 1868 par Th. J. Roothaan & Co d’Amsterdam)[13],[14],[15]
- no 3 en si mineur, op. 101 (1867-1884)[13]
- no 4 en la majeur (1889)[16].

### Opéras
- (nl) Floris V (créé à Amsterdam, 1892)[17]
- (nl) Uit de branding (créé à Amsterdam, 1894)[17].

### Autres pièces vocales

#### Ballades
- (de) Der blinde König, ballade d’après Ludwig Uhland, op. 39 (publié en 1866 ou en 1867)[18]
- (nl) De vliegende Hollander, op. 70 (vers 1880)[17],[19]

#### Chansons et cycles de chansons
Voir aussi « The Lied and Art Song Texts Page - Richard Hol »
- (nl) Des visschers bruid. Poème de Frisius (pseudonyme de H. G. H. Groenewegen)[20] pour mezzo-soprano et piano, op. 7 (publié 1855)[21],[22]
- (de) 2 Lieder, Warum et Wanderlied[22].
- (nl) Drie liederen, pour voix d’hommes (solo et chœur), op. 22 (paroles de Nicolaas Beets et de Frisius)[23]
- (nl) Liederen, pour deux chanteurs et piano, op. 53[23]
- (nl) Prijsliederen, op. 56 (paroles de Theodoor van Rijswijck)[23]
- (nl) Uw naam, op. 67 (d'après Frisius)[23]
- (nl) De jeugdige zanger, op. 71[23]

#### Oratorios et cantates
- (nl) David, poème dramatique pour solo, chœur et orchestre, op. 81 (publié en 1881)[24]

#### Musique liturgique
- Messe no 1, op. 28 (publié 1865)[25]
- Psaume 23, op. 35 (publié en 1864)[26]

### Musique d'orgue
- Fugues (1862)[23]
- Andante funèbre, en la mineur (1869)[23]
- Prélude et fugue, en ut mineur (1872)[23]
- Pastorale, en sol majeur (1872, révisée 1875)[23]
- Élégisch toonstuk, op. 131, en fa majeur (publié dans les années 1890. Pour orgue ou harmonium)[23]

### Pièces pour piano
- Impromptu en la mineur[23]
- Sonatines, op. 118 (en ut, en sol et en la mineur)[23]

## Discographie
- Richard Hol, Symphonies 1 & 3, Orchestre de la Résidence de La Haye, sous la direction de Matthias Bamert, label Chandos, 2000
- Richard Hol, Symphonies 2 & 4, Orchestre de la Résidence de La Haye, sous la direction de Matthias Bamert, label Chandos, 2001

## Partitions
- « Richard Hol » (partitions libres de droits), sur l'IMSLP

## Sources principales
- (nl) BANK, Jan.  «  Feestzangen rondom de onthulling van het standbeeld van Vondel. Muziek en cultureel nationalisme in Nederland », dans : Louis Peter GRIJP et Ignace BOSSUYT (réd.), Een muziekgeschiedenis der Nederlanden, Amsterdam University Press, 2001, p. 476.
- (nl) Het Utrechts Archief, [en ligne], [ www.hetutrechtsarchief.nl ].
- (nl) « Richard Hol (1825-1904) », biographie, [en ligne], [ www.nederlandsmuziekinstituut.nl ].
- (nl) SPIER.  « HOL (Richard) », dans : P.C. MOLHUYSEN et P.J. BLOK (réd.), Nieuw Nederlandsch biografisch woordenboek. Deel 7, Leyde, A.W. Sijthoff, 1927, p. 615-616.
- (nl) WENNEKENS, Emile.  « Het Paleisorkest en de professionalisering van het orkestwezen », dans : Louis Peter GRIJP et Ignace BOSSUYT (réd.), Een muziekgeschiedenis der Nederlanden, Amsterdam University Press, 2001, p. 474.